# Silvio Benco
Enea Silvio Benco (Trieste, 22 novembre 1874 – Turriaco, 9 marzo 1949) è stato uno scrittore, giornalista e critico letterario italiano.

## Biografia
Benché avesse iniziato molto presto gli studi, colpito da una grave malattia ossea, li sospese una prima volta, per poi abbandonarli del tutto nel 1890, tre anni dopo la morte del padre, a causa dell'aggravarsi delle condizioni economiche familiari. Costretto a guadagnarsi da vivere, lavorò come giornalista, con gli pseudonimi di Falco e Jago, nel quotidiano irredentista triestino L'Indipendente, ove fece la conoscenza di Italo Svevo e della futura moglie, la scrittrice Delia de Zuccoli, che sposerà nel 1904 e dalla quale avrà, l'anno successivo, la figlia Aurelia.
Nel 1903 si trasferì al quotidiano Il Piccolo ove ebbe modo di crescere professionalmente e manifestare meglio le sue idee politiche filoitaliane.
Nel 1913, insieme ad alcuni giornalisti dello stesso quotidiano e dell'Indipendente, fu tra i promotori della fondazione dell'Associazione della Stampa Italiana a Trieste, iniziativa coraggiosa visto che la città giuliana faceva parte dell'Impero austro-ungarico.
Con l'ingresso dell'Italia nel primo conflitto mondiale, Il Piccolo fu soppresso, e Benco - come altri giornalisti - venne generosamente assunto dal quotidiano triestino socialista Il Lavoratore, il quale non gli impose di cambiare linea. Benco, sorvegliato dalla polizia austriaca, fu inviato nel 1916 in confino a Linz, ove rimase sino al termine della guerra nel 1918.
Nello stesso 1918, fondò e diresse per pochi mesi il bimensile Umana. Rivista di letteratura e d'arte con novelle originali e articoli di varia cultura, e, assieme a Giulio Cesàri, il quotidiano italiano di Trieste, La Nazione, da lui diretto fino alla cessazione nel 1922, contestuale all'avvento del Fascismo.
Candidato all'Accademia d'Italia, la sua nomina fu respinta da Benito Mussolini. Nel 1932, comunque, per i suoi meriti nella difesa dell'italianità di Trieste, la stessa Accademia gli conferì il Premio Mussolini per la letteratura.
Nel 1943, caduta la dittatura, tornò a collaborare con Il Piccolo, assumendone la direzione e sostituendo Rino Alessi ma, nel settembre dello stesso anno, in seguito ad alcune minacce dei fascisti, fu costretto a rifugiarsi a Turriaco, piccolo centro della Venezia Giulia, dove morì nel 1949.
Amico di James Joyce, curò i suoi primi articoli, quando questi lavorava come insegnante d'inglese a Trieste, inoltre, nel 1921, primo in Italia, segnalò in un articolo il romanzo Ulysses dello scrittore irlandese, una delle più importanti opere della letteratura europea del Novecento.

## Opere

### Testi per musica
- Enrico Elia, La falena. Leggenda in tre atti di Antonio Smareglia su libretto di Silvio Benco (PDF), a cura di Elvio Guagnini, con interventi di Gianni Gori, Trieste, EUT, 2015  [1897], ISBN 978-88-8303-616-3.
- Oceana. Commedia fantastica [di] Silvio Benco, musica di Antonio Smareglia, Venezia, Officine Grafiche C. Ferrari, 1901.
- Abisso. Dramma lirico in tre atti di Silvio Benco, musica di Antonio Smareglia, riduzione per canto e pianoforte di Mario Smareglia, spartito, Trieste, Casa musicale Giuliana, 1913.
- Canossa. Scene per musica, del maestro Francesco Malipiero, [libretto] Silvio Benco, Roma, Armani & Stein, 1914.

### Teatro
- Silvio Benco, Teatro, introduzione di Riccardo Scrivano, Roma, Bulzoni, 1974.
- Silvio Benco, Teatro, saggio introduttivo di Paolo Quazzolo, Empoli, Ibiskos, 2006, ISBN 88-546-0213-2.

### Saggi e romanzi
- La fiamma fredda, a cura e con uno scritto di Dario Pontuale, postfazione di Riccardo Cepach, Roma, Avagliano, 2023  [1903].
- Il castello dei desideri, Milano, Treves, 1906.
- Gli ultimi anni della dominazione austriaca a Trieste, Milano, Casa editrice Risorgimento, 1919. Comprende:

1. L'attesa
2. L'assedio
3. La liberazione
- La Società ginnastica di Trieste, 1863-1920, prefazione di Zeno Saracino, introduzione di Diego Redivo, illustrazione di copertina di Paola Ramella, fotografie interne tratte dal repertorio storico originale, Trieste, Mediaimmagine-Società ginnastica triestina, 2023  [1920].

- Nell'atmosfera del sole, Milano, Caddeo, 1921.
- La corsa del tempo, Trieste, Susmel, 1922.
- Trieste, Firenze, Nemi, 1932.
- Un secolo di vita del Lloyd triestino, 1836-1936, Trieste, Servizio stampa e propaganda del Lloyd triestino, 1936.
- Contemplazione del disordine, Udine, Del Bianco, 1946.
- Trieste e il suo diritto all'Italia, Bologna, Cappelli, 1952.
- Ricordi di Antonio Smareglia, Duino, Umana edizioni, 1968.

Dal 2003, nelle collane Opere di Silvio Benco e Archivio del '900, presso La Finestra editrice, sono apparse nuove edizioni delle sue opere:
- La corsa del tempo, con uno scritto di Gianni Gori, Lavis, La Finestra, 2003, ISBN 88-88097-18-X.
- La morte dell'usignolo e gli altri libretti per Smareglia, a cura di Marzio Pieri, con tre saggi di Marzio Pieri, Gianni Gori, Gabriella Ziani su Smareglia e su Benco double face nella vita culturale e nell'immaginario di Trieste, in appendice Frammento del lago per Gastone Zuccoli, Lavis, La Finestra, 2003, ISBN 88-88097-47-3.
- Contemplazione del disordine, con scritti di Elvio Guagnini, Roberto Curci e Gianni Gori, Lavis, La Finestra, 2004, ISBN 978-88-95925-01-1.
- I romanzi. Il castello dei desideri, Nell'atmosfera del sole, con la testimonianza di Marta Gruber e gli scritti di Marzio Pieri e Gianni Gori, Lavis, La Finestra, 2007, ISBN 978-88-88097-37-4.
- Trieste, con l'invio di Gianni Gori, l'introduzione di Elvio Guagnini, e la postfazione di Marzio Pieri, Lavis, La Finestra, 2010, ISBN 978-88-95025-07-0.

### Traduzioni, prefazioni e curatele
- Umberto Saba, Poesie, prefazione di Silvio Benco, Firenze, Casa editrice italiana, 1911.
- Jacopo Cavalli, Storia di Trieste : dalle origini alla guerra di redenzione, appendice di Silvio Benco, Milano, Risorgimento, 1915.
- Riccardo Pitteri, Discorsi per la Lega Nazionale. Raccolti e pubblicati per cura del Consiglio centrale della Lega Nazionale commemorazione di Silvio Benco, Roma, Editori Alfieri & Lacroix, 1922.
- Johann Wolfgang von Goethe, La missione teatrale di Guglielmo Meister, traduzione di Silvio Benco, Milano, A. Mondadori, 1932.
- Johann Wolfgang von Goethe, Le affinità elettive, a cura di Silvio Benco, Milano, A. Mondadori, 1957.